# Effet Doppler différentiel

VHF Omnidirectional Range, utilisant l'effet Doppler différentiel.

L'effet Doppler différentiel est un effet Doppler qui se produit lorsqu'une source lumineuse est en rotation.

## Environnement circumstellaire
Dans un environnement circumstellaire, cet effet décrit la différence des photons arrivant sur les particules de poussière en orbite. Les photons provenant de la partie dont la rotation leur est opposée voient leur longueur d'onde augmenter. Ceci veut dire que la lumière qu'ils émettent se décale vers le rouge. Contrairement à cela, les photons émis de la partie dont la rotation est vers la particule voient leur longueur d'onde diminuer, donc la lumière qu'ils émettent se décale vers l'extrémité violette du spectre lumineux.